# Talat N'Yaaqoub
Talat N'Yaaqoub est une commune rurale de la province d'Al Haouz, dans la région de Marrakech-Safi, au Maroc. Elle ne dispose pas de centre urbain mais a pour chef-lieu un village du nom Amegdoul.
La commune territoriale de Talat N'Yacoub est le chef-lieu du caïdat éponyme, lui-même situé au sein du cercle d'Asni.
La ville a été entièrement détruite le 8 Septembre lors du Séisme de 2023 au Maroc.

## Historique
La commune de Talat N'Yaaqoub créée en 1959, fait partie des 763 premières communes qui ont été formées lors du premier découpage communal qu'a connu le Maroc, elle se trouvait dans la province de Marrakech, précisément dans le cercle d'Amizmiz.

## Démographie
Elle a connu, de 1994 à 2004 (années des derniers recensements), une hausse de population, passant de 7 390 à 7 702 habitants.